# Monica Lauritzen
Inga Monica Kjeldgaard Lauritzen, tidigare Mannheimer, född 26 februari 1938 i Lidköpings församling, i dåvarande Skaraborgs län, är en svensk litteraturvetare, producent och författare.

## Biografi
Monica Lauritzen är dotter till läkaren Gunnar Lauritzen och Inga, ogift Jansson, samt syster till Jonas och Claes Lauritzen och sondotter till medicinalrådet Einar Lauritzen. Hon studerade vid Wellesley College Massachusetts 1957–1958, vid Uppsala universitet 1958–1960, Sorbonne 1961 och Göteborgs universitet 1961–1971.
Hon disputerade 1971 med avhandlingen A Study of the Relations Between the Generations in the Novels of George Meredith, vilken som titeln antyder fördjupade sig i George Merediths författarskap. Under 1970- och 1980-talen publicerade hon ytterligare vetenskapliga skrifter, som förutom Meredith även fördjupade sig i Emilie Flygare-Carléns författarskap, men också en studie av Jane Austens roman Emma, som den porträtterats i BBC:s filmatisering.
Utöver de vetenskapliga skrifterna har hon publicerat två biografier. Den första, En kvinnas röst, utkom 2007 och handlade om Flygare-Carléns liv och författarskap. 2012 utkom Sanningens vägar, en biografi över författaren Anne Charlotte Lefflers liv och författarskap. Den sistnämnda nominerades till Augustpriset 2012 i kategorin "Årets svenska fackbok". Juryns motivering löd: "Monica Lauritzen skriver med stor lyskraft och djup kunskap om Anne Charlotte Leffler, en av 1800-talets stjärnor inom europeiskt kulturliv. Leffler verkade i en period då samtidens miljöer och människor sattes i fokus. Men också i en tid då kvinnor bröt ny mark och tog mer och mer plats i offentligheten. Anne Charlotte Leffler var en av dessa begåvade, kreativa och framgångsrika kvinnor. Men hennes framgång hade ett pris."
Monica Laurizen har tidigare varit docent i engelskspråkig litteratur vid Göteborgs universitet. Hon har även varit verksam som kulturproducent vid Sveriges Radio, där hon främst arbetat med litteraturprogram. Tillsammans med Kerstin M. Lundberg skapade hon Sveriges Radios Romanpris.
Monica Lauritzen var 1962–1975 gift med advokaten Jon Mannheimer (född 1936), son till Love Mannheimer, därefter 1981–1996 med musikvetaren Jan Ling (1934–2013) och sedan 2009 med författaren Kjell Espmark (1930–2022). Hon har tre barn i första äktenskapet, av vilka märks Clara Mannheimer.

## Priser och utmärkelser
- 1999 – Samfundet De Nios Särskilda pris
- 2019 – De Nios Vinterpris[12]

### Fotnoter
1. ↑  Bibliothèque nationale de France, BnF Catalogue général : öppen dataplattform, id-nummer i Frankrikes nationalbiblioteks katalog: 12965873v, läst: 30 december 2019.[källa från Wikidata]
2. ↑  Libris, Kungliga biblioteket, 26 mars 2018, Libris-URI: 86lpsk4s1hqm2t3, läst: 24 augusti 2018.[källa från Wikidata]
3. ↑  ”Monica Lauritzen”. Birthday.se. http://www.birthday.se/person/955cf0fd-0c18-3b14-56a8-35fc0495ef17. Läst 16 december 2012.
4. ↑  Sveriges befolkning 1970, CD-ROM, Version 1.04, Sveriges Släktforskarförbund (2002).
5. 1 2 3  ”Monica Lauritzen”. Albert Bonniers Förlag. https://www.albertbonniersforlag.se/forfattare/20265/monica-lauritzen/. Läst 23 oktober 2012.
6. ↑  LAURITZEN, GUNNAR K, med dr, överläkare, Varberg i Vem är Vem? / Skåne, Halland, Blekinge 1966 / 470.
7. ↑  Lauritzen, I Monica K, docent, radioproducent, Gbg i Vem är hon / s 270 (1988).
8. 1 2  ”Monica Lauritzen”. http://libris.kb.se/hitlist?q=Monica+Lauritzen&r=;pers:%28Lauritzen+Monica+1938%29&p=1&f=simp&g=&s=rc&t=v&m=25&d=libris. Läst 23 oktober 2012.
9. ↑  ”Nomineringarna klara till Augustpriset 2012”. Augustpriset. 22 oktober 2012. Arkiverad från originalet den 23 oktober 2013. https://web.archive.org/web/20131023061318/http://www.augustpriset.se/pressrum/nomineringarna-klara-till-augustpriset-2012. Läst 23 oktober 2012.
10. 1 2  Släkten Mannheimer i Svenska Släktkalendern 1984 s 258.
11. ↑  Sveriges befolkning 1990, CD-ROM, Version 1.00, Riksarkivet (2011).
12. ↑  ”Samfundet De Nio delar ut 1,25 Mkr till tio författare”. Boktugg.se. 27 februari 2019. https://www.boktugg.se/2019/02/27/samfundet-de-nio-delar-ut-12-mkr-till-tio-forfattare/. Läst 19 december 2019.